# Парнамирин
Парнамирин (порт. Parnamirim) — муниципалитет в Бразилии, входит в штат Риу-Гранди-ду-Норти. Составная часть мезорегиона Восток штата Риу-Гранди-ду-Норти. Входит в экономико-статистический микрорегион Натал. Население составляет 178 000 человек на 2007 год. Занимает площадь 120,202 км². Плотность населения — 1414,7 чел./км².

## История
Город основан 17 декабря 1958 года. С 1965 года в городе функционирует космодром Барейра-ду-Инферну бразильского космического агентства.

## Статистика
- Валовой внутренний продукт на 2004 год составляет 784 326 000,00 реалов (данные: Бразильский институт географии и статистики).
- Валовой внутренний продукт на душу населения на 2004 год составляет 5022,00 реалов (данные: Бразильский институт географии и статистики).
- Индекс развития человеческого потенциала на 2000 год составляет 0,760 (данные: Программа развития ООН).

## География
Климат местности: тропический.